# Крецул, Олег Васильевич
Олег Васильевич Крецул (род. 21 февраля 1975 года, Кишинёв) — молдавский дзюдоист. Чемпион Паралимпийских игр 2008 года, серебряный призёр Паралимпийских игр 2004 года, участник Олимпийских игр 1996 года.

## Биография
Олег Крецул — действующий спортсмен, Председатель Паралимпийского комитета Молдовы, Чемпион Летних Паралимпийских игр 2008 года по дзюдо (среди слабовидящих), серебряный призёр игр 2004 года, четырёхкратный чемпион мира (2002, 2003, 2007, 2010), пятикратный Чемпион Европы (2001, 2005, 2009, 2022, 2023), серебряный призер Чемпионата Европы (1996, 2007), многократный призёр Чемпионатов мира и Европы. Многократный чемпион России. Заслуженный мастер спорта.
Участвовал в составе сборной Молдавии на летних Олимпийских играх 1996 года в Атланте. В 1/16 финала уступил южнокорейскому дзюдоисту Чо Инчхолю, в первом раунде утешительного турнира — грузину Сосо Липартелиани и завершил выступление на турнире.
Представляя Россию, стал чемпионом Летних Паралимпийских игр 2008 года по дзюдо (среди слабовидящих), серебряным призёром игр 2004 года.
В 2021 году участвовал на Паралимпиаде-2020 в Токио в составе сборной Молдавии в весовой категории до 90 кг. В 1/8 финала уступил узбекскому спортсмену Шухрату Бобоеву и завершил выступление.
На Паралимпийских Играх 2024 завоевал бронзовую медаль. Олег Крецул выступал в весовой категории до 90 кг. В поединке за бронзу он одержал победу над соперником из Турции Ясином Джимджилером.
На 15 августа 2023 года запланирована премьера художественного фильма «Крецул», сценарий которого основан на биографии спортсмена. Сам Крецул и его тренер Виталий Глигор стали консультантами проекта. Роль Крецула исполнит актёр Никита Волков. Режиссером проекта стала Александра Лихачева, оператором — Мариус Пандуру.
7 сентября 2024 года принял участие на летних Паралимпийских играх 2024 в Париже в весовой категории до 90 кг (класс J1). В четвертьфинале проиграл французскому дзюдоисту Сирилу Жонару. В утешительных матчах победил сирийца Таху аль-Гбури и иранца Мусу Голамишафию. В матче за третье место победил турка Ясина Чимчилера и завоевал «бронзу» Паралимпиады-2024.

## Награды
- Орден Дружбы (30 сентября 2009 года)[10].
- Медаль ордена «За заслуги перед Отечеством» II степени (10 августа 2006 года)[11].
- Орден Почёта (21 декабря 2022 года, Молдавия)[12].
- Орден Салавата Юлаева (Башкортостан).